# Spokane Shadow
Lo Spokane Shadow era una società calcistica statunitense fondata nel 1996 e scioltasi nel 2005. Nelle 10 stagioni della sua storia il club ha sempre militato nella Premier Development League (PDL), il primo livello dilettantistico.
Lo scioglimento della squadra fu sancito dalla PDL stessa, che dichiarò il terreno sintetico dello stadio di casa degli "Shadows" non sicuro per giocare a calcio.
Il posto dello Spokane nella Western Conference Northwest Division della PDL è stato preso dal Tacoma F.C.
I colori del club erano il bianco, il blu e il nero.
Nel 2006 è stato fondato il club degli Spokane Spiders, che però non ha alcuna relazione con la squadra nata nel 1996.

## Risultati anno per anno
| Anno | Campionato    | Regular Season | Play Off         | Open Cup        |
| ---- | ------------- | -------------- | ---------------- | --------------- |
| 1996 | USISL Premier | 1° Northwest   | Finale           | Non qualificato |
| 1997 | USISL PDSL    | 1° Northwest   | Quarti di finale | Non qualificato |
| 1998 | USISL PDSL    | 1° Northwest   | Semifinale       | Non qualificato |
| 1999 | USL PDL       | 2° Northwest   | Finale           | 2º turno        |
| 2000 | USL PDL       | 2° Northwest   | Semifinale       | Non qualificato |
| 2001 | USL PDL       | 3° Northwest   | Non qualificato  | Non qualificato |
| 2002 | USL PDL       | 2° Northwest   | Semifinale       | Non qualificato |
| 2003 | USL PDL       | 1° Northwest   | Semifinale       | Non qualificato |
| 2004 | USL PDL       | 2° Northwest   | Semifinale       | 1º turno        |
| 2005 | USL PDL       | 2° Northwest   | Non qualificato  | Non qualificato |